# Ciencia de los materiales en la ciencia ficción
La ciencia de los materiales en la ciencia ficción es el estudio de cómo la ciencia de materiales es representada en la ciencia ficción, donde la exactitud con la que se la describe varía considerablemente: a veces es una extrapolación de tecnología ya existente y otras se reduce a una representación físicamente realista de tecnología poco convencional o, simplemente, a un dispositivo que "luce" científico pero no tiene ninguna base en la ciencia.
De estos, pueden citarse los siguientes ejemplos:
- Caso realista: en 1944, en el relato de ciencia ficción Deadline de Cleve Cartmill se describió la bomba atómica.[1] Las propiedades de varios isótopos radiactivos son cruciales para el dispositivo propuesto y para la trama. Esta tecnología era real, aunque desconocida por el autor.
- Extrapolación: En la novela The Fountains of Paradise, Arthur C. Clarke escribió sobre Ascensores Espaciales, (véase Ascensor espacial) Básicamente son estaciones espaciales en una órbita geosíncrónica. Estos requieren de un material capaz de soportar grandes tensiones y de peso ligero. Un nanotubo de carbono es lo suficientemente fuerte, en teoría, lo que hace la idea plausible. Aunque aún no han sido desarrollados de esa manera, estos no violarían ningún principio físico.
- Elemento ficticio: un ejemplo de un elemento ficticio es el "scrith", el material usado para construir el Mundo Anillo, en las novelas de Larry Niven. El scrith es extremadamente resistente y su existencia no está avalada por la física, pero es necesario para la trama.

Un análisis crítico de la ciencia de los materiales en la ciencia ficción entra en las mismas categorías generales. Los aspectos predictivos se resaltan, por ejemplo, en el lema del departamento de ciencia de los materiales e ingeniería del Georgia Tech - Los científicos de materiales abren el camino en convertir la ciencia ficción de ayer en la realidad de mañana. Este también es el tema de varios artículos técnicos, tales como Material mediante el diseño: ¿Futuro Ciencia o ciencia ficción?, en IEEE Spectrum, la revista insignia del Instituto de Ingenieros Eléctricos y Electrónicos.